# سیارک ۱۵۲۳۱
سیارک ۱۵۲۳۱ (به انگلیسی: 15231 Ehdita، نامگذاری:1987RO5) پانزده هزار و دویست و سی و یکمین سیارک کشف شده‌است که در ۴ سپتامبر ۱۹۸۷ کشف شد.
قدر مطلق سیارک برابر ۶۱.۶ است.